# 眠狂四郎多情剣
『眠狂四郎多情剣』（ねむりきょうしろうたじょうけん）は、1966年公開の日本映画。井上昭監督、市川雷蔵主演による時代劇『眠狂四郎』シリーズ第7弾。監督を務めた井上は、市川雷蔵自身にカメラを持たせ、狂四郎の足元を自身に撮影させるなど、それまでにはなかったような映像を作った。

## 配役
- 市川雷蔵 : 眠狂四郎
- 水谷良重 : おひさ
- 中谷一郎 : 下曽我典馬
- 毛利郁子 : 菊姫
- 香山恵子 : お洒落狂女
- 田村寿子 : はる
- 戸田皓久 : 檜喜平太
- 寺島雄作 : 居酒屋甚助
- 木村玄 : 地廻り
- 藤春保 : 忍組十三番
- 橘公子 : 中臈
- 若杉曜子 : 娼家の女将
- 水原浩一 : 岡っ引平八
- 五味龍太郎 : 赤松勘兵衛

## 併映作品
- 『悪名桜』、勝新太郎主演、田中徳三監督作品

## 市川雷蔵主演 眠狂四郎シリーズ
- 眠狂四郎殺法帖（1963年11月2日公開) 監督：田中徳三
- 眠狂四郎勝負（1964年1月9日公開）監督：三隅研次
- 眠狂四郎円月斬り（1964年5月23日公開）監督：安田公義
- 眠狂四郎女妖剣（1964年10月17日公開）監督：池広一夫
- 眠狂四郎炎情剣（1965年1月13日公開）監督：三隅研次
- 眠狂四郎魔性剣（1965年5月1日公開）監督：安田公義
- 眠狂四郎多情剣（1966年3月12日公開）監督：井上昭
- 眠狂四郎無頼剣（1966年11月9日公開）監督：三隅研次
- 眠狂四郎無頼控 魔性の肌（1967年7月15日公開）監督：池広一夫
- 眠狂四郎女地獄（1968年1月13日公開）監督：田中徳三
- 眠狂四郎人肌蜘蛛（1968年5月1日公開）監督：安田公義
- 眠狂四郎悪女狩り（1969年1月11日公開）監督：池広一夫